# Manuel de Castro
Manuel de Amorim de Castro Cabrita (Lisboa, São Sebastião da Pedreira, 17 de Novembro de 1934 - Lisboa, 12 de Setembro de 1971) foi um escritor português.

## Biografia
Filho do Dr. Henrique de Mesquita de Castro Cabrita e de sua mulher a Sr.ª D. Ana Maria Luísa Henriqueta de Mira Godinho Gomes da Costa Massano de Amorim de Mesquita de Castro Cabrita, filha de Pedro Francisco Massano de Amorim.
Viveu os primeiros anos da sua infância em Goa - então Índia Portuguesa - onde o seu pai era encarregado do Governo e depois em Moçambique, na antiga Lourenço Marques, para onde o mesmo familiar fora entretanto transferido para exercer idêntico cargo.
Regressando a Lisboa, perdeu a mãe aos 6 anos, em circunstancias muitos trágicas, que o traumatizaram toda a vida.
O progenitor tornou-se então em católico fanático e enviou-o aos 8 anos para o Seminário dos Padres da Consolata.
Com grande facilidade passou a dominar o latim, com tal fluência que durante as ferias o seu pai e o padrinho, o então Ministro da Justiça Manuel Rodrigues, ilustre professor da Universidade de Coimbra, divertiam-se a vê-lo traduzir o Diário de Notícias para latim.
Rebelde e sem vocação para padre, acabou por se revoltar e fugir do seminário com a conivência de um sacerdote italiano. Em casa encontrou o lugar da mãe preenchido por outra senhora, pouco hábil para gerir a situação, o que lhe causou novo choque emocional, atenuado anos mais tarde pelo nascimento de um irmão com quem estabeleceu laços mais fortes dos que sempre tivera com seu irmão Germano.
Por tudo isto, teve um percurso escolar bastante tumultuoso e irreverente, a par de uma ânsia imensa de saber. Foi pois autodidacta de grande mérito que se interessou por todos os ramos do conhecimento, designadamente a literatura, a poesia, a filosofia, as línguas.
Sabia 7 idiomas, para além do seu natal, dominava bem o espanhol, o francês, o inglês, o italiano, o alemão e o dialecto de Heidenheim, cidade em que viveu cerca de 4 anos e em que acabou como interprete da polícia e dos tribunais, face a quantidade de emigrantes ali existentes das mais diversas nacionalidades.
Cedo havia começado a fazer as suas experiências no ramo da escrita e da poesia, tendo-se inscrito na Sociedade Portuguesa de Escritores como sócio, tendo-lhe sido atribuído o no 651.

## Vida literária
Em 1958 imprimiu o seu primeiro livro de poesia (A Zona), que nunca foi comercializado e apenas oferecido a alguns amigos.
Mais tarde publicou o Paralelo W com capa do desenhador [João Rodrigues (1937-1967)], e depois a Estrela Rutilante.
Surrealista, as suas obras tiveram bastante eco e abriram-lhe mais as portas para o mundo das letras. Assim, tinha uma coluna nos jornais A República e o Diário de Lisboa, publicou no Diário Ilustrado - jornal de elites que teve curta duração, na Via Latina - jornal literário da Academia de Coimbra, no Jornal do Fundão, no Notícias da Amadora e colaborava entre outras na revista Pirâmide   (1959-1960) a par de nomes como a pintora Maria Helena Vieira da Silva, a poetisa Natália Correia, Edmundo de Bettencourt e outros grandes nomes da cultura portuguesa, nos Cadernos do Meio Dia, na Poesia 71, no Colóquio - Revista da Fundação Calouste Gulbenkian -, na Árvore, na ETC, na Contraponto.
Faz parte da Antologia do Surrealismo e o Abjeccionismo, ao lado de nomes como o pintor Almada Negreiros,Alexandre O’Neill, António Maria Lisboa, Mário Cesariny de Vasconcelos, que teve a iniciativa da compilação da antologia.
Foi também integrado nas duas antologias da Novíssima Poesia Portuguesa da responsabilidade dos escritores Mello e Castro e Maria Alberta Menéres e ainda na do Humor Português que abrange escritores dos séculos XVIII a fins do século XX.
Fez várias traduções de livros, como por exemplo O Dossier do Catecismo Holandês para a Livraria Morais e ainda o livro Claude Levi Strauss ou A Paixão do Incesto, para a mesma livraria.
Para a Editora Estampa traduziu a Expédition Orénoque - Amazone de Alain Gheerbrant e o Tratado Político.
Publicou na revista KWY juntamente com nomes grandes da literatura portuguesa e ilustrada com uma serigrafia da Maria Helena Vieira da Silva e na revista Grífo, que só teve um número porque foi proibida pela censura.
Numa bienal de Paris entre 1963-66 foi considerado, com Carlos Drummond de Andrade, um dos melhores poetas de língua portuguesa.
Casou-se em 6 de março de 1958 com Maria Natália de Lima Freire de Castro Cabrita com quem teve duas filhas: Ana Maria de Lima Freire de Castro Cabrita e Maria Manuela de Lima Freire de Castro Cabrita.
Faleceu em Lisboa em 12 de Setembro de 1971, após dolorosa doença de 5 anos.